# Genealogie

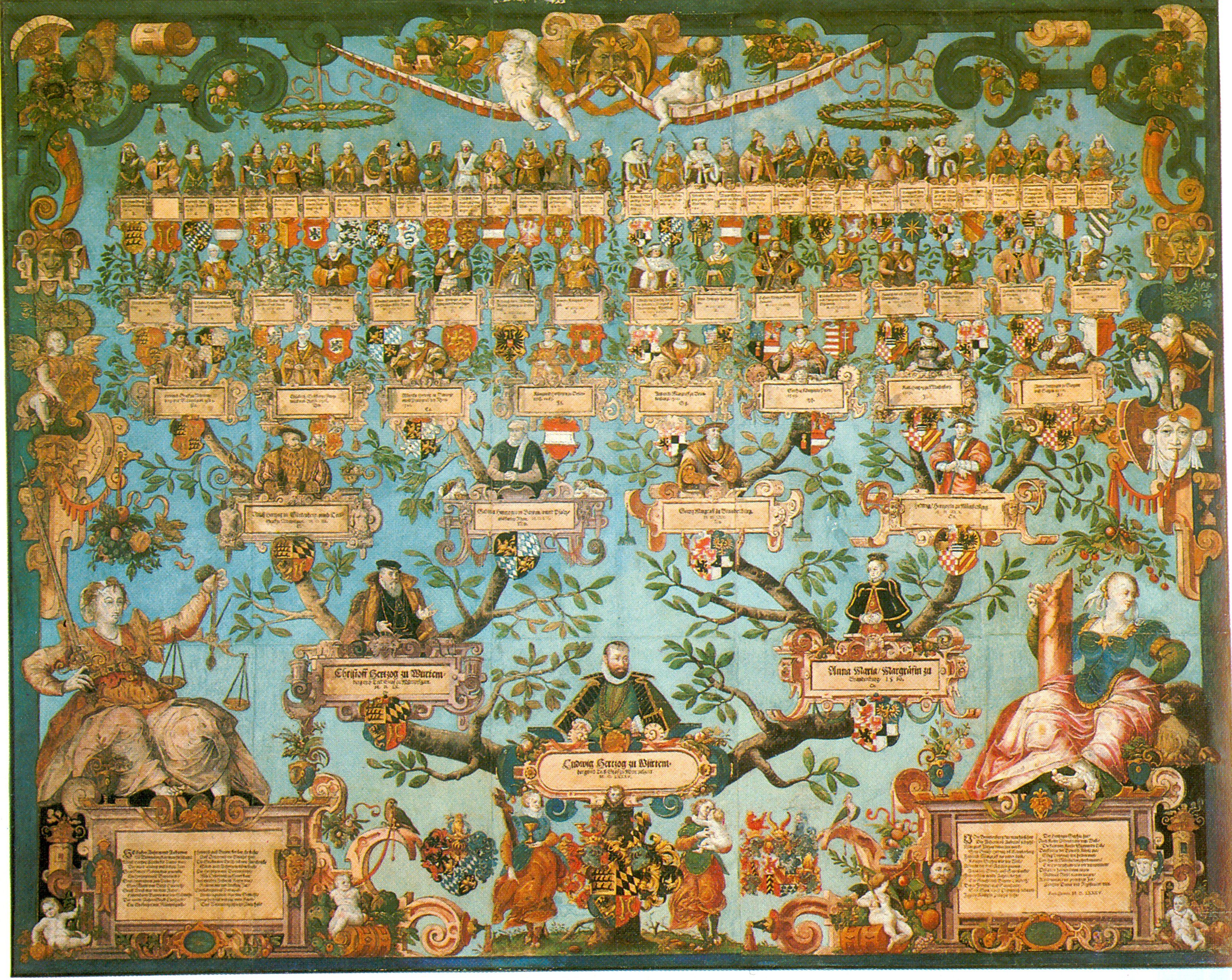
Rodinný strom Ludvíka II. Württemberského (asi 1568–1593)

Genealogie (řec. génos, lat. genus = rod) je pomocná věda historická, která zkoumá vztahy mezi lidskými jedinci, vyplývající z jejich společného rodového původu. Genealogie se zabývá buď studiem jednotlivých osobností, nebo sledováním proměn jednotlivých druhů vztahů. Soukromý zájem v této oblasti bývá označován starším názvem jako rodopis.
Protože z genealogické posloupnosti vyplývají také právní či prestižní důsledky, je genealogie zatížena mnoha falzy a fikcemi – a to od dob antických (odvozování původu římských císařů od řeckých hrdinů) až do dob dnešních.

## Základní pojmy
Prameny, ze kterých genealogie vychází, jsou v době před zavedením matrik omezeny pouze na listiny, úřední a veřejné knihy. Teprve od 18. století jsou prameny díky povinnému vedení matrik úplnější a systematičtější.
Pokrevenství označuje vztah mezi osobami, které pocházejí z jediného předka (důležitý je pak stupeň pokrevenství). Příbuzenství (sešvagření) jsou vztahy vzniklé manželstvím (tj. vztahy k pokrevním příbuzným partnera).
Genealogické bádání vychází od jedince – příslušníka rodu buď jako ploditele (rodiče) nebo jako zplozeného (zrozeného), a podle toho zkoumá jeho vztahy buď k jeho předkům (ascendentům) nebo k jeho potomkům (descendentům).
Souhrn předků jednotlivce, se nazývá vývod. Vývod býval dříve hodnocen zejména po stránce právní, když šlo o nástupnictví na trůn, svěřenectví, dědictví apod. Neúplná část vývodu se nazývá průba. V dnešní době je vývod důležitou pomůckou v rodopisném zkoumání biologickém a sociologickém, ukazuje vlivy dědičnosti a znázorňuje vzájemné prostupování nejrozmanitějších vrstev společenských v jednotlivých rodech.
Potomstvo jednotlivce (páru jedinců) se nazývá rozrod, jde-li o všechny potomky po meči i po přeslici, nebo rodokmen, přihlíží-li se jen k potomkům mužských členů (tj. k osobám obvykle stejného rodového jména).
Na počátku 21. století došlo k popularizaci genetické genealogie spočívající ve spojení genetického testování DNA s tradičními genealogickými postupy.

## Historie

### Předmoderní genealogie
Dědiční císaři, králové a náčelníci v některých oblastech se dlouho hlásili k původu od bohů (čímž si zakládali božskou legitimitu). Dvorští genealogové si zachovali nebo vymysleli příslušné genealogické nároky - například v Japonsku, Polynésii a indoevropském světě od Skandinávie přes starověké Řecko až po Indii.
Historicky se v západních společnostech genealogie zaměřovala na příbuzenské vztahy a původ panovníků a šlechticů, přičemž často argumentovala nebo prokazovala oprávněnost nároků na bohatství a moc. Genealogie se často překrývala s heraldikou, která odrážela původ šlechtických rodů v jejich erbech. Moderní badatelé považují mnohé tvrzení o šlechtickém původu za smyšlenky, jako například to, že anglosaská kronika odvozuje původ několika anglických králů od boha Wodena. S příchodem křesťanství do severní Evropy anglosaské královské rodokmeny rozšířily linie původu králů od Wodena zpět až k linii biblických patriarchů: Noeho a Adama (toto rozšíření nabízelo vedlejší výhodu spojení honosných panovníků s prestižním rodokmenem Ježíše).
Moderní historici a genealogové mohou na vyrobené pseudogenealogie pohlížet s jistou skepsí. Touha nalézt rodové vazby s významnými postavami z legendární nebo vzdálené minulosti však přetrvává. Například ve Spojených státech není na škodu zjistit své vazby na předky, kteří se nalodili na Mayflower. A popularita genealogické hypotézy Svatá krev a svatý grál (1982) dokládá lidový zájem o dávné pokrevní linie, jakkoli pochybné.
Některé rodokmeny se udržují již delší dobu. Konfuciův rodokmen se udržuje více než 2 500 let a je zapsán v Guinnessově knize rekordů jako největší dochovaný rodokmen. Páté vydání Konfuciova rodokmenu bylo vytištěno v roce 2009 Výborem pro sestavení Konfuciova rodokmenu (CGCC).

### Moderní doba
V moderní době se genealogie rozšířila, své rodokmeny zkoumají a udržují prostí lidé i šlechta. genealogie získala impuls koncem 70. let 20. století díky televiznímu vysílání seriálu Roots: Sága jedné americké rodiny Alexe Haleyho. Jeho vyprávění o původu jeho rodiny z afrického kmene Kunta Kinte inspirovalo mnoho dalších lidí ke studiu vlastních rodů.
S příchodem internetu se počet zdrojů snadno dostupných genealogům značně zvýšil, což podpořilo explozi zájmu o toto téma. počátkem 21. století se genealogie na internetu stala stále populárnější. internet se stal významným zdrojem nejen dat pro genealogy, ale také pro vzdělávání a komunikaci.

### Indie
Mezi významná místa, kde se vedou tradiční genealogické záznamy, patří hinduistické genealogické rejstříky v Haridváru (Uttarákhand), Váránasí a Alláhábádu (Uttarpradéš), Kurukšétře (Harijána), Trimbakešváru (Maháráštra) a Čintpurni (Himáčalpradéš).

### Spojené státy
Genealogický výzkum ve Spojených státech byl poprvé systematizován na počátku 19. století, zejména Johnem Farmerem (1789-1838). Před Farmerovým úsilím bylo sledování vlastního rodokmenu považováno za snahu amerických kolonistů zajistit si určité společenské postavení, což bylo v rozporu s rovnostářskými ideály nové republiky, orientovanými na budoucnost (jak je vytyčila ústava). S rostoucí oblibou oslav 4. července připomínajících otce zakladatele a hrdiny revoluční války se však snaha o „antikvářství“, které se zaměřovalo na místní historii, stala přijatelnou jako způsob, jak uctít úspěchy prvních Američanů. Farmer využil přijatelnosti antikvářství k tomu, aby genealogii zařadil do ideologického rámce rané republiky, která byla hrdá na své americké předky. Dopisoval si s dalšími antikváři v Nové Anglii, kde byly antikvářství a genealogie dobře zavedené, a stal se koordinátorem, podporovatelem a přispěvatelem rostoucího hnutí. Ve dvacátých letech 19. století začal spolu s dalšími antikváři vážně vydávat genealogické a antikvářské traktáty a pomalu si získával oddané publikum mezi Američany. Ačkoli Farmer zemřel v roce 1838, jeho úsilí vedlo v roce 1845 k založení Novoanglické historicko-genealogické společnosti (NEHGS), jedné z nejstarších a nejvýznamnějších novoanglických organizací, která se věnuje uchovávání veřejných záznamů a vydává časopis New England Historical and Genealogical Register.
Genealogická společnost Utahu, založená v roce 1894, se později stala Oddělením rodinné historie Církve Ježíše Krista Svatých posledních dnů. Výzkumné zařízení tohoto oddělení, Knihovna rodinné historie, o níž server Utah.com tvrdí, že je „největší genealogickou knihovnou na světě“, bylo založeno, aby pomáhalo při dohledávání rodinných linií pro zvláštní náboženské obřady, které, jak věří Svatí posledních dnů, zpečetí rodinné jednotky dohromady na věčnost. Svatí posledních dnů věří, že se tak naplnilo biblické proroctví, podle kterého se prorok Eliáš vrátí, aby „obrátil srdce otců k dětem a srdce dětí k jejich otcům." Po celých Spojených státech a po celém světě existuje síť církevních center rodinné historie, kde dobrovolníci pomáhají veřejnosti s pátráním po jejich předcích. Univerzita Brighama Younga nabízí bakalářský, vedlejší a specializační program v oboru rodinné historie a je jedinou školou v Severní Americe, která tento obor nabízí.
Americká společnost genealogů je vědeckou čestnou společností oboru genealogie v USA. Založili ji John Insley Coddington, Arthur Adams a Meredith B. Colket Jr. v prosinci 1940 a její členství je omezeno na 50 žijících členů. ASG vydává od roku 1980 pololetně vědecký časopis The Genealogist, který se zabývá genealogickým výzkumem. Členové Americké genealogické společnosti, kteří nesou post-nominální zkratku „FASG“, napsali některé z nejvýznamnějších genealogických materiálů posledního půlstoletí.
Mezi nejvýznamnější americké vědecké genealogické časopisy patří The American Genealogist, National Genealogical Society Quarterly, The New England Historical and Genealogical Register, The New York Genealogical and Biographical Record a The Genealogist.

## Genealogické společnosti
První genealogická společnost vznikla po roce 1890 v Americe. Česká genealogická a heraldická společnost (ČGHSP) byla založena v roce 1969.

## Genealogové
Genealogové pracují pouze na základě živnostenského listu, ke svojí činnosti neskládají žádné zkoušky. Většina genealogů nejsou vystudovaní historici, ale ke genealogii se dostali při sestavování rodokmenu jejich vlastní rodiny.
Pro genealogy pracující s českými a moravskými archiváliemi je kromě češtiny nezbytná znalost paleografie, němčiny a alespoň základů latiny.

## Získávání informací
Většina genealogických informací se zaznamenává do rodokmenu, genealogové informace o předcích získávají hlavně z matričních knih archivů (např. SOA Praha, Národní archiv). Dále využívají pomůcky jako policejní přihlášky, soupisy poddaných, farní kroniky atd.

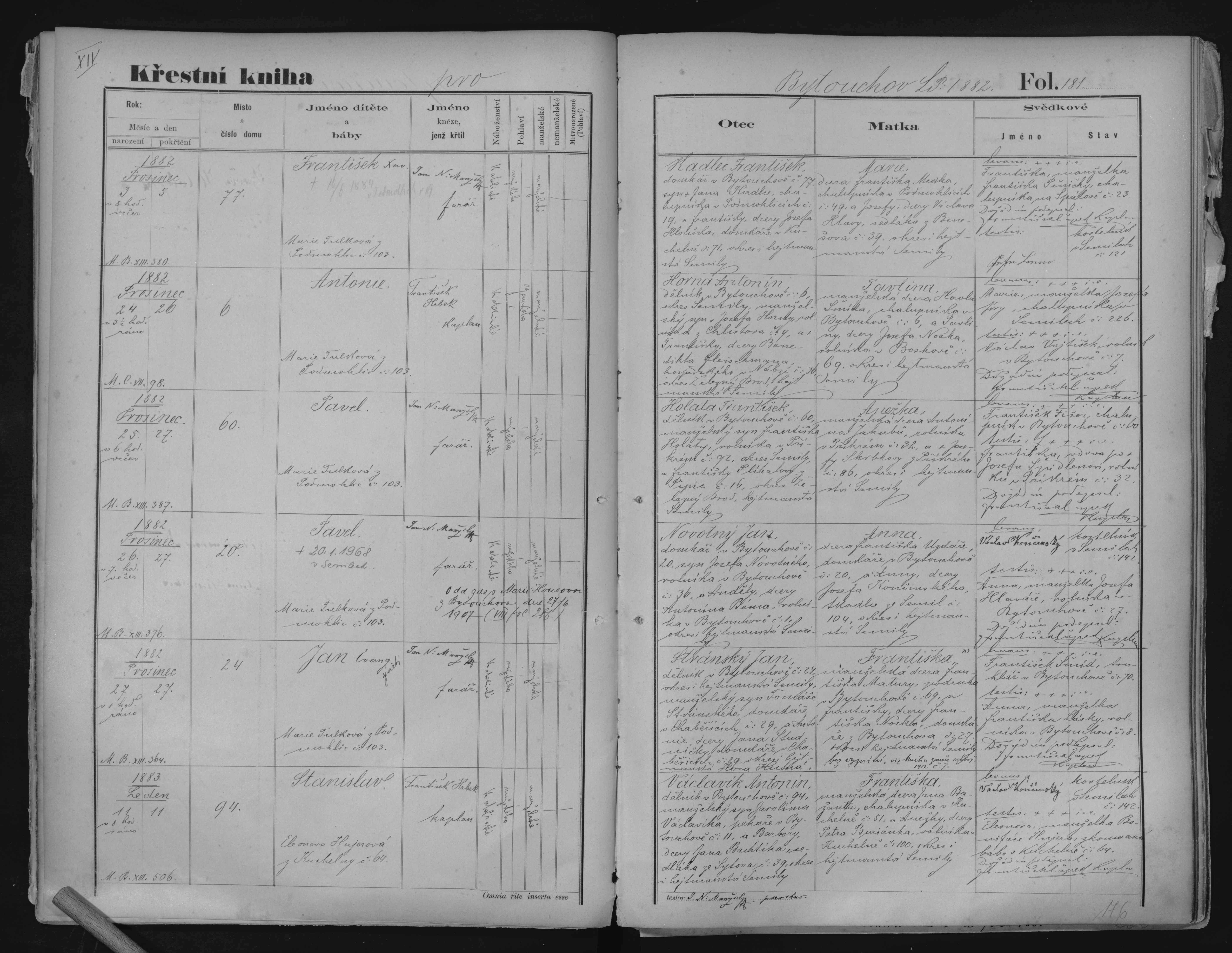
Katolická matriční kniha

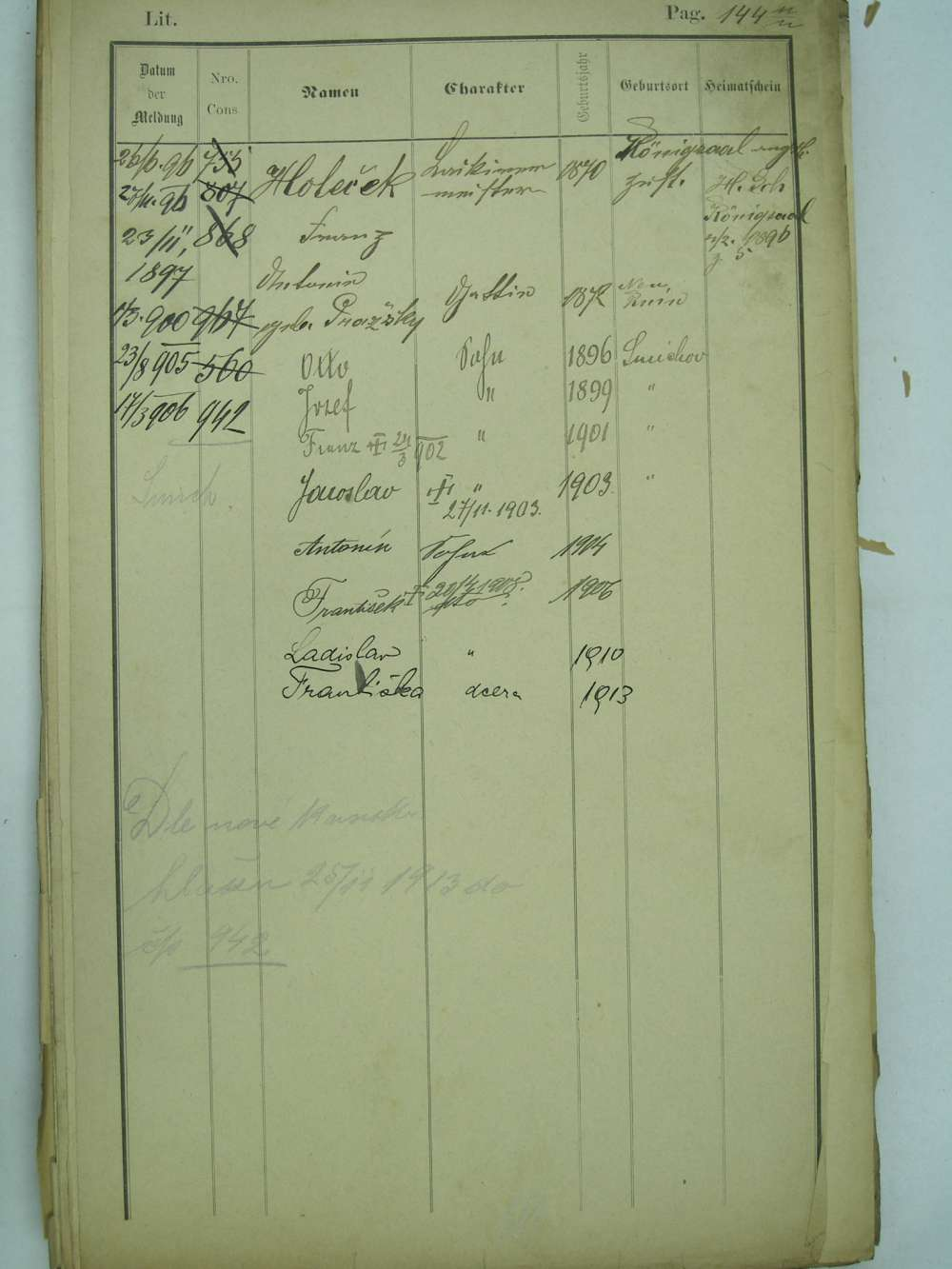
Policejní přihláška

Přístup do matričních knih je podle § 25b zákona č. 301/2000Sb dostupný všem, v případě že uplynula doba 100 let od záznamu o narození, 75 let od záznamu knize manželství a 30 let v knize zemřelých.

## Etika a standardy
Organizace, které vzdělávají a certifikují genealogy, mají stanovené normy a etické zásady, jimiž se musí řídit.

### Výzkumné standardy
Genealogický výzkum vyžaduje analýzu dokumentů a vyvozování závěrů na základě důkazů uvedených v dostupných dokumentech. Genealogové potřebují standardy, aby mohli určit, zda je jejich hodnocení důkazů správné, či nikoli. V minulosti si genealogové v USA vypůjčili termíny ze soudního práva, aby mohli zkoumat důkazy nalezené v dokumentech a jejich vztah k závěrům badatele. Rozdíly mezi oběma disciplínami však vytvořily potřebu, aby si genealogové vytvořili vlastní standardy. V roce 2000 vydala Rada pro certifikaci genealogů svou první příručku standardů. Genealogický důkazní standard vytvořený Radou pro certifikaci genealogů je široce rozšířen na seminářích, workshopech a ve vzdělávacích materiálech pro genealogy ve Spojených státech. Ostatní genealogické organizace po celém světě vytvořily podobné standardy, k jejichž dodržování genealogy vyzývají. Tyto standardy poskytují genealogům vodítka pro hodnocení jejich vlastního výzkumu i výzkumu ostatních.
Standardy pro genealogický výzkum zahrnují:
- Jasně zdokumentovat a uspořádat nálezy.
- Uvádějte všechny zdroje konkrétním způsobem, aby je ostatní mohli najít a správně vyhodnotit.
- Vyhledejte všechny dostupné zdroje, které mohou obsahovat informace relevantní pro výzkumnou otázku.
- Důkladně analyzujte zjištění, aniž byste ignorovali rozpory v záznamech nebo negativní důkazy.
- Vycházejte pokud možno z původních, nikoli odvozených zdrojů.
- K závěrům používejte logickou argumentaci založenou na spolehlivých zdrojích.
- Uvědomte si, kdy je určitý závěr pouze „možný“" nebo „pravděpodobný“, nikoli „prokázaný“.
- Uvědomte si, že další záznamy, které dosud nebyly objeveny, mohou závěr vyvrátit.

### Etické zásady
Genealogové často pracují s citlivými informacemi a tyto informace sdílejí a zveřejňují. Z tohoto důvodu je třeba stanovit etické normy a hranice, kdy jsou informace příliš citlivé na to, aby byly zveřejněny. V minulosti někteří genealogové informace falšovali nebo byli jinak nedůvěryhodní. Genealogické organizace po celém světě stanovily etické standardy jako pokus o eliminaci takových problémů. Mezi etické standardy přijaté různými genealogickými organizacemi patří:
- Respektování autorských práv.
- Uvést, kde člověk konzultoval práci jiného badatele, a neplagiovat práci jiných badatelů.
- Zacházejte s originálními záznamy s úctou a vyvarujte se jejich poškozování nebo odstraňování z depozitářů.
- Chovejte se k archivům a pracovníkům archivů s úctou.
- Chraňte soukromí žijících osob tím, že nebudete publikovat ani jinak zveřejňovat informace o nich bez jejich svolení.
- Informovat klienty o případném střetu zájmů.
- Při provádění placeného výzkumu si s klientem vyjasněte rozsah výzkumu a poplatky za něj.
- Nevymýšlejte si informace a nezveřejňujte nepravdivé nebo neprokázané informace jako prokázané.
- Citlivě přistupujte k informacím zjištěným při genealogickém výzkumu, které mohou být klientovi nebo členům rodiny nepříjemné.

V roce 2015 představila komise standardy pro genetickou genealogii na Genealogickém institutu v Salt Lake City. Standardy zdůrazňují, že genealogové a testovací společnosti by měli respektovat soukromí klientů a uvědomovat si limity testů DNA. Pojednává také o tom, jak by měli genealogové důkladně dokumentovat závěry učiněné s využitím důkazů DNA. V roce 2019 Rada pro certifikaci genealogů oficiálně aktualizovala své standardy a etický kodex tak, aby zahrnovaly i standardy pro genetickou genealogii.